# Старый Майдан (Житомирская область)
Ста́рый Майда́н (укр. Старий Майдан) — село на Украине, находится в Пулинском районе Житомирской области.
Код КОАТУУ — 1825484301. Население по переписи 2001 года составляет 603 человека. Почтовый индекс — 12051. Телефонный код — 4131. Занимает площадь 2,548 км².

## Адрес местного совета
12051, Житомирская область, Пулинский р-н, с. Старый Майдан, ул. Ленина, 7